# Eszenyő
Eszenyő vagy Eszenyőpatak (románul: Sineu), település Romániában, Hargita megye területén. A település közigazgatásilag Gyergyóremetéhez tartozik. A trianoni békeszerződés előtt a magyarországi Csík vármegye Gyergyószentmiklósi járásához tartozott.
1910-ben még 113 lakója volt, mind magyarok. 1992-ben már csak 65 lakója volt és abból 65 magyar. A falu lakosai római katolikus hitűek.
A településen valamikor 27 vízimalom és egyéb vízi szerkezet működött. Mára alig maradt fenn egy pár közülük, amelyek azonban nagyszerű turisztikai lehetőségek lehetnek a falunak.